# Acanthurus reversus
Acanthurus reversus е вид лъчеперка от семейство Acanthuridae. Видът е незастрашен от изчезване.

## Разпространение и местообитание
Разпространен е във Френска Полинезия (Маркизки острови).
Среща се на дълбочина от 4 до 15 m.

## Описание
На дължина достигат до 34 cm.
Популацията им е стабилна.